# Elecciones legislativas de Ecuador de 1902
Las elecciones legislativas de Ecuador de 1902 se celebraron ese año para renovar a la Cámara de Diputados y del Senado de Ecuador. 
Se eligieron 71 legisladores, necesitando 36 votos para mayoría del Congreso en pleno. 
Acorde a la normativa de la época, los legisladores eran electos por nominación libre de los electores, sin auspicio partidista o limitaciones por provincia, por lo que en ocasiones un legislador era electo por varias provincias o para ambas cámaras. 

## Senadores
30 Senadores, 16 votos para mayoría de la Cámara del Senado.
| Provincia  | Senador                             |
| ---------- | ----------------------------------- |
| Carchi     | Juan B. Vela Hervas                 |
| Carchi     | Abelardo Moncayo Jijon              |
| Imbabura   | Genaro Larrea Vela                  |
| Imbabura   | Abelardo Posso Flores               |
| Pichincha  | Manuel Benigno Cueva Betancourt     |
| Pichincha  | Francisco Andrade Marín             |
| León       | Alejandro Vásconez Cepeda           |
| León       | Sebastián Vásconez Donoso           |
| Tungurahua | Juan B. Vela Hervas                 |
| Tungurahua | Emilio María Terán Vaca             |
| Chimborazo | Julio Román Lizarzaburu             |
| Chimborazo | José M. Banderas Larrea             |
| Bolívar    | Francisco Hipólito Moncayo Yepez    |
| Bolívar    | Lino Cárdenas Proaño                |
| Cañar      | Luis Gonzalez Cordova               |
| Cañar      | José M. Borrero Galup               |
| Azuay      | Manuel Benigno Cueva Betancourt     |
| Azuay      | Gabriel A. Ullauri                  |
| Loja       | Mateo Valdivieso                    |
| Loja       | Francisco de Paula Arias Valdivieso |
| El Oro     | Angel Serrano Renda                 |
| El Oro     | Baltasar Arauz                      |
| Guayas     | Aurelio Noboa Baquerizo             |
| Guayas     | Carlos Alberto Aguirre Barno        |
| Los Ríos   | José de Lapierre Cucalon            |
| Los Ríos   | Horacio Espinel                     |
| Manabí     | Juan Polit Cassard                  |
| Manabí     | César D. Villavicencio Vera         |
| Esmeraldas | Manuel A. Franco Vera               |
| Esmeraldas | José Luis Tamayo Terán              |

## Diputados
41 diputados, 21 votos para mayoría de la Cámara de Diputados.
| Provincia  | Diputado                                |
| ---------- | --------------------------------------- |
| Carchi     | César Borja Lavayen                     |
| Imbabura   | Daniel Andrade Rodriguez                |
| Imbabura   | Nicolas Tobar                           |
| Pichincha  | Alejandro Reyes Villareal               |
| Pichincha  | José María Fernández Salvador Chiriboga |
| Pichincha  | Juan Antonio Lopez Baca                 |
| Pichincha  | Juan A. Villagomez Andrade              |
| Pichincha  | José Julián Andrade Bastidas            |
| Pichincha  | Atanasio Zaldumbide Gomez de la Torre   |
| León       | Nicanor Hidalgo Viteri                  |
| León       | Enrique Iturralde Irrazabal             |
| León       | Angel Maria Subia Urbina                |
| Tungurahua | Eduardo Arias Ramirez                   |
| Tungurahua | Miguel Angel Albornoz Tabares           |
| Tungurahua | Manuel de Carmen Pachano Baca           |
| Chimborazo | Luis F. Castro                          |
| Chimborazo | Leopoldo Ormaza Cevallos                |
| Chimborazo | Rafael Vallejo Goribar                  |
| Chimborazo | Emilio Chiriboga Orozco                 |
| Bolívar    | Emilio Arevalo                          |
| Cañar      | Rafael Aguilar                          |
| Cañar      | Aurelio Bayas Argudo                    |
| Azuay      | Roberto Espinosa Alban                  |
| Azuay      | Federico Malo Andrade                   |
| Azuay      | Abelardo J. Andrade Andrade             |
| Azuay      | Agustín J. Peralta V.                   |
| Loja       | Roberto Aguirre                         |
| Loja       | Manuel F. Rengel                        |
| Loja       | Ramón U. Eguiguren                      |
| El Oro     | Javier Galvez Cornejo                   |
| Guayas     | Aparicio Plaza Iglesias                 |
| Guayas     | Emilio Arevalo                          |
| Guayas     | Rafael Hector Elizalde Gomez            |
| Guayas     | Luis Vernaza Lazarte                    |
| Guayas     | Luis Garcia Sorroza                     |
| Guayas     | Enrique Gallardo Triviño                |
| Los Ríos   | Manuel de Calisto Manrique              |
| Manabí     | Enrique Cueva                           |
| Manabí     | Enrique O. Huerta Ribadeneira           |
| Manabí     | Ladislao H. Campozano                   |
| Esmeraldas | Miguel A. Carbo de la Cruz              |

Fuente: